# Umberto Giannoccaro
Umberto Giannoccaro (Fasano, 13 febbraio 1988) è un pallamanista italiano, pivot del Serra Fasano, squadra della quale è il capitano.

## Carriera

### Junior Fasano
Ha fatto tutta la trafila delle giovanili con la squadra della sua città, vincendo il titolo U18 nell'annata 2005-2006. A 17 anni esordisce in Serie A1 (seconda serie nazionale al tempo), il 24 settembre 2005, nella vittoriosa gara interna contro Ancona. Con la Junior Fasano vince il primo scudetto e la prima Coppa Italia nella storia della società, compiendo il double nazionale nel 2013-2014. Nel 2014-2015 debutta in EHF Champions League.

### Cassano Magnago
L'8 settembre 2015 viene ufficializzato il suo passaggio ai lombardi del Cassano Magnago sulla base di un accordo annuale.
Chiude la stagione con 59 reti in 18 partite.

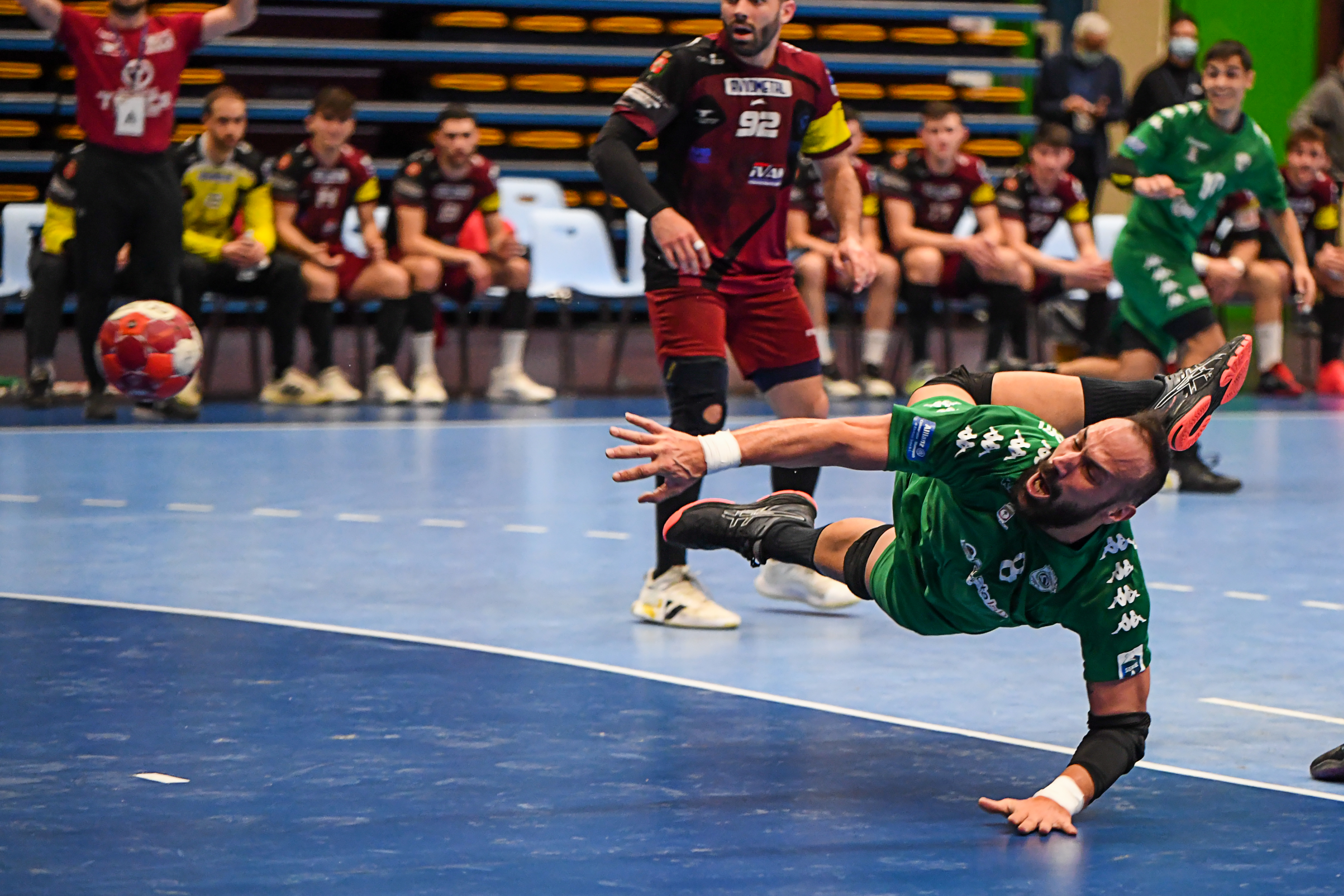
Azione nella finale di Coppa Italia 2021 contro gli ex del Cassano Magnago.

### Conversano
Il 1º luglio 2016, viene acquistato dal Conversano. Dalla stagione 2018-2019 diventa il capitano della squadra biancoverde.
Il 19 dicembre 2020 conquista il suo primo trofeo da capitano, vincendo la Supercoppa italiana 2020, per poi ripetersi il 14 febbraio 2021, quando alza la Coppa Italia.
Il 19 maggio 2021 conquista lo Scudetto con tre giornate d'anticipo e lo riporta nella città barese dopo dieci anni.

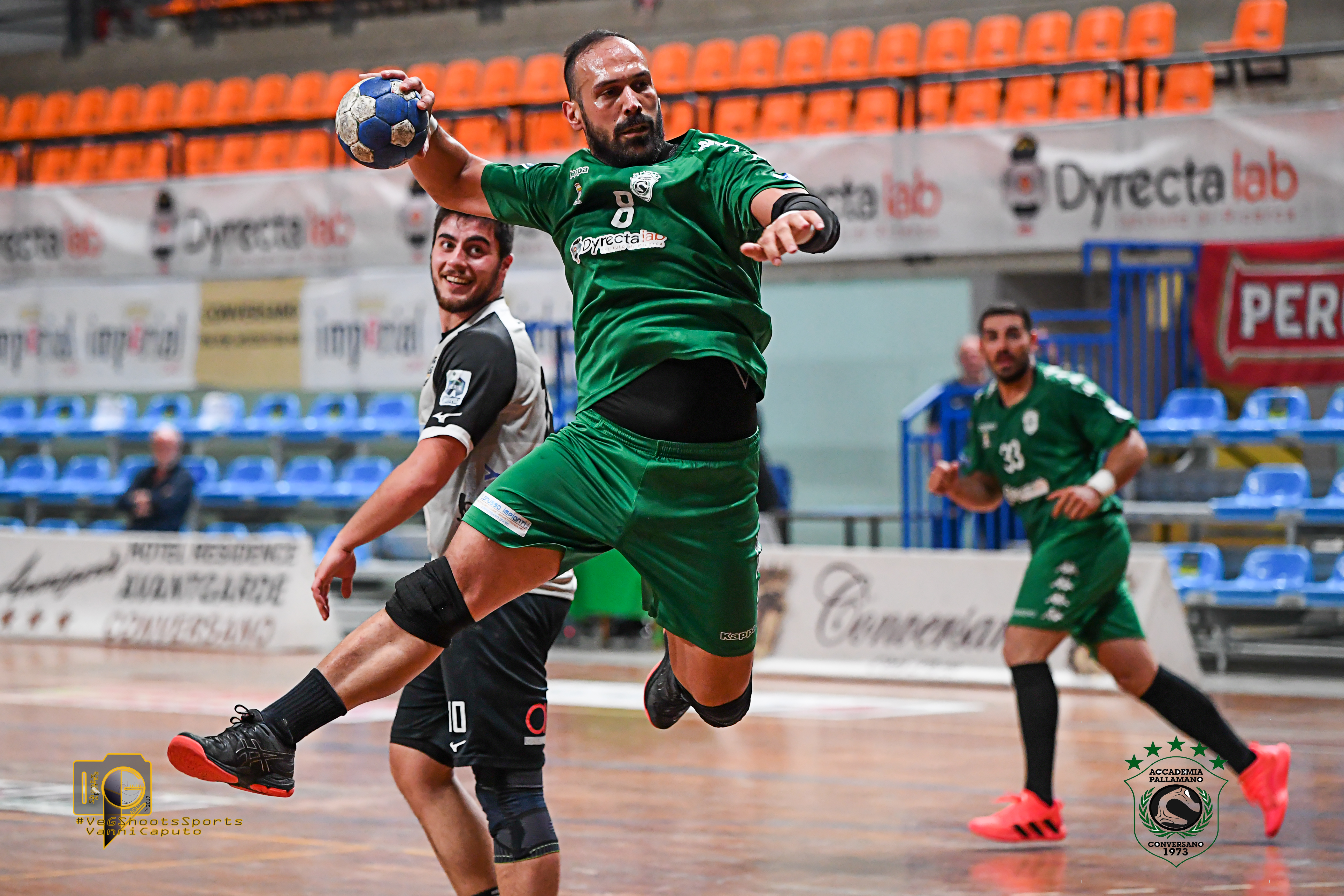
Giannoccaro al tiro nella partita contro Siena (alle sue spalle Kasa e Lupo).

Ad inizio stagione 2021-2022 si ripete in Supercoppa, battendo il Cassano Magnago. In Coppa Italia viene sconfitto ai rigori dal Sassari. Il 29 maggio, con il pareggio ottenuto a Fasano in Gara 2 di finale scudetto, vince il tricolore, nel giorno del suo addio alla pallamano giocata.

### Serra Fasano
A quasi sette mesi dal suo ritiro, Giannoccaro ritorna sui suoi passi e il 15 gennaio 2023, con la maglia granata dell'Innotech Serra Fasano, mette a referto 4 reti nella vittoria esterna contro Putignano, match valevole per la settima giornata d'andata del campionato di Serie B - Area 8.

## Palmarès

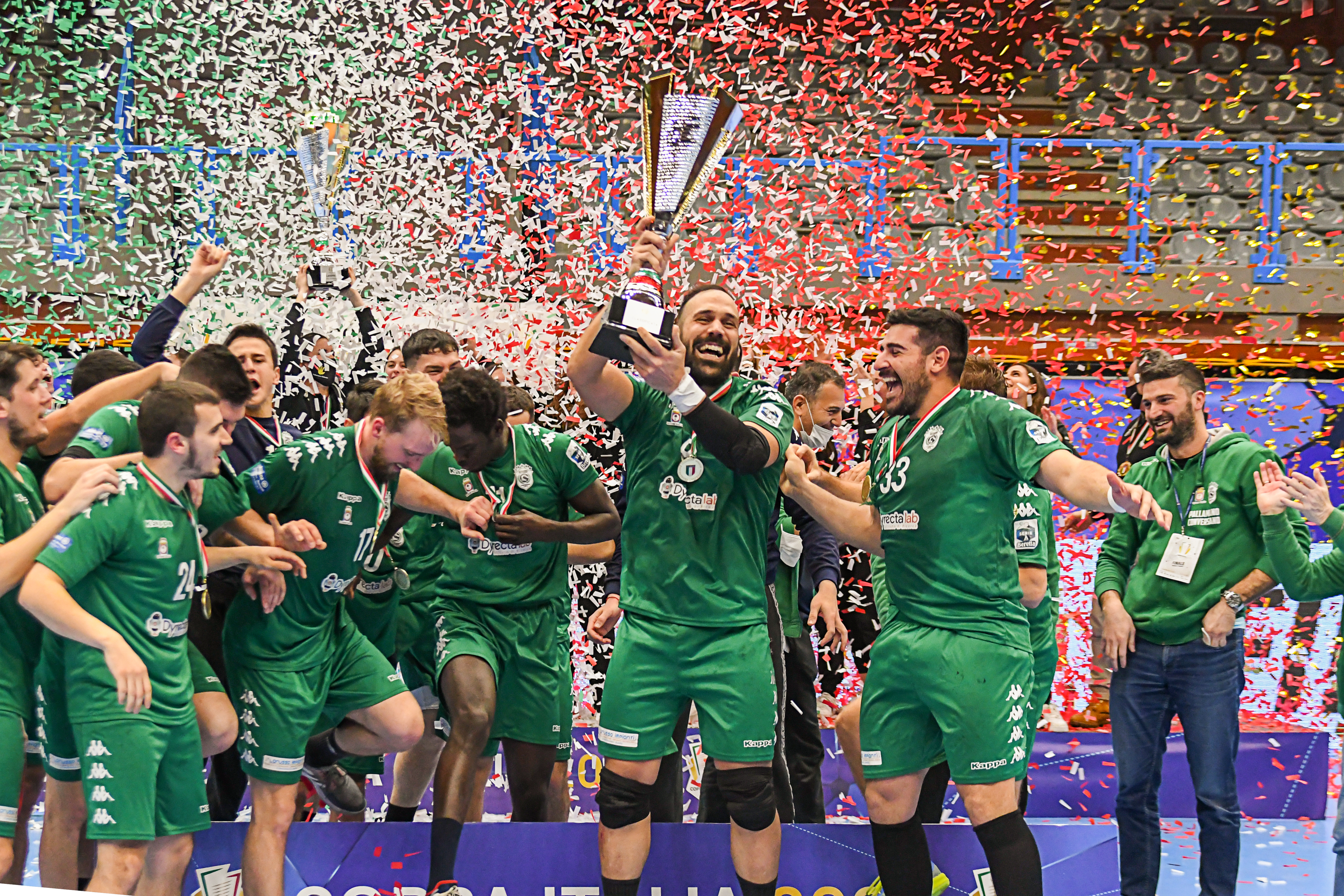
Vittoria della Coppa Italia 2021.

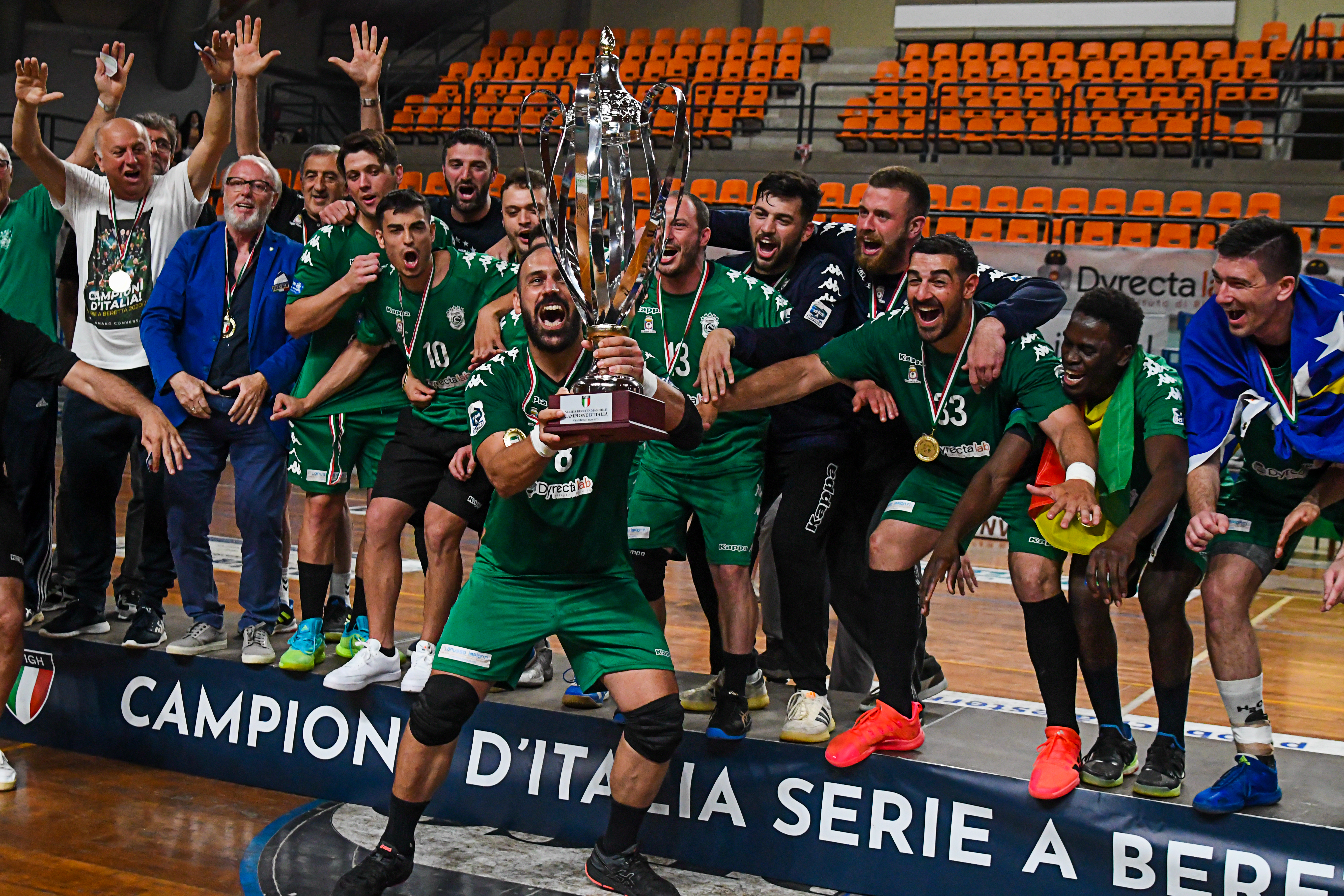
Giannoccaro con la Coppa del Campionato Italiano 20-21.

### Competizioni nazionali
- Campionato italiano di pallamano maschile: 3

Junior Fasano: 2013-14
Conversano: 2020-21, 2021-22
- Coppa Italia (pallamano maschile): 2

Junior Fasano: 2013-14
Conversano: 2020-21
- Supercoppa italiana: 2

Conversano: 2020, 2021

### Competizioni giovanili
- Campionato italiano di pallamano maschile Under-18: 1

2005-06

## Statistiche

### Presenze e reti nei club
Statistiche aggiornate al 27 aprile 2025.
| Stagione             | Squadra              | Campionato           | Campionato | Campionato | Coppe nazionali | Coppe nazionali | Coppe nazionali | Coppe continentali | Coppe continentali | Coppe continentali | Altre coppe | Altre coppe | Altre coppe | Totale | Totale |
| Stagione             | Squadra              | Comp                 | Pres       | Reti       | Comp            | Pres            | Reti            | Comp               | Pres               | Reti               | Comp        | Pres        | Reti        | Pres   | Reti   |
| -------------------- | -------------------- | -------------------- | ---------- | ---------- | --------------- | --------------- | --------------- | ------------------ | ------------------ | ------------------ | ----------- | ----------- | ----------- | ------ | ------ |
| 2005-2006            | Junior Fasano        | A1                   | 18         | 7          | -               | -               | -               | -                  | -                  | -                  | -           | -           | -           | 18     | 7      |
| 2006-2007            | Junior Fasano        | A                    | 23         | 22         | CI+HT           | 2+0             | 4+0             | -                  | -                  | -                  | -           | -           | -           | 25     | 26     |
| 2007-2008            | Junior Fasano        | A                    | 27         | 69         | CI+HT           | 1+4             | 3+5             | ChC                | 2                  | 4                  | -           | -           | -           | 34     | 82     |
| 2008-2009            | Junior Fasano        | A                    | 17         | 39         | CI+HT           | 1+0             | 0+0             | CWC                | 2                  | 5                  | -           | -           | -           | 20     | 44     |
| 2009-2010            | Junior Fasano        | A                    | 17         | 26         | CI+HT           | 3+3             | 2+12            | -                  | -                  | -                  | -           | -           | -           | 23     | 50     |
| 2010-2011            | Junior Fasano        | A                    | 20         | 72         | CI              | 4               | 12              | ChC                | 2                  | 4                  | -           | -           | -           | 26     | 88     |
| 2011-2012            | Junior Fasano        | A                    | 25         | 90         | CI              | 7               | 15              | -                  | -                  | -                  | -           | -           | -           | 32     | 105    |
| 2012-2013            | Junior Fasano        | A                    | 22         | 124        | CI              | 2               | 9               | -                  | -                  | -                  | SI          | 1           | 3           | 25     | 136    |
| 2013-2014            | Junior Fasano        | A                    | 25         | 75         | CI              | 3               | 1               | -                  | -                  | -                  | -           | -           | -           | 28     | 76     |
| 2014-2015            | Junior Fasano        | A                    | 26         | 81         | CI              | 3               | 5               | CL+EHFCup          | 2+2                | 3+3                | SI          | 1           | 3           | 34     | 95     |
| Totale Junior Fasano | Totale Junior Fasano | Totale Junior Fasano | 220        | 605        |                 | 33              | 68              |                    | 10                 | 19                 |             | 2           | 6           | 265    | 698    |
| 2015-2016            | Cassano Magnago      | A                    | 18         | 59         | -               | -               | -               | -                  | -                  | -                  | -           | -           | -           | 18     | 59     |
| 2016-2017            | Conversano           | A                    | 24         | 72         | CI              | 3               | 3               | -                  | -                  | -                  | -           | -           | -           | 27     | 75     |
| 2017-2018            | Conversano           | A                    | 31         | 91         | CI              | 3               | 9               | -                  | -                  | -                  | -           | -           | -           | 34     | 100    |
| 2018-2019            | Conversano           | A                    | 27         | 44         | CI              | 3               | 2               | -                  | -                  | -                  | -           | -           | -           | 30     | 46     |
| 2019-2020            | Conversano           | A                    | 20         | 50         | CI              | 2               | 4               | -                  | -                  | -                  | -           | -           | -           | 22     | 54     |
| 2020-2021            | Conversano           | A                    | 28         | 66         | CI              | 3               | 5               | -                  | -                  | -                  | SI          | 1           | 3           | 32     | 74     |
| 2021-2022            | Conversano           | A                    | 28         | 60         | CI              | 3               | 9               | EC                 | 4                  | 7                  | SI          | 1           | 1           | 36     | 67     |
| Totale Conversano    | Totale Conversano    | Totale Conversano    | 158        | 383        |                 | 17              | 31              |                    | 4                  | 7                  |             | 2           | 4           | 181    | 426    |
| gen. - giu. 2023     | Serra Fasano         | B                    | 6          | 28         | -               | -               | -               | -                  | -                  | -                  | -           | -           | -           | 6      | 28     |
| 2023-2024            | Serra Fasano         | B                    | 12         | 64         | -               | -               | -               | -                  | -                  | -                  | -           | -           | -           | 12     | 64     |
| 2024-2025            | Serra Fasano         | A Bronze             | 16         | 56         | -               | -               | -               | -                  | -                  | -                  | -           | -           | -           | 16     | 56     |
| Totale Serra Fasano  | Totale Serra Fasano  | Totale Serra Fasano  | 34         | 148        |                 | 0               | 0               |                    | 0                  | 0                  |             | 0           | 0           | 34     | 148    |
| Totale carriera      | Totale carriera      | Totale carriera      | 430        | 1195       |                 | 50              | 100             |                    | 14                 | 26                 |             | 4           | 10          | 498    | 1332   |